# Marquinhos Cipriano
Marquinhos Cipriano, mit vollem Namen Marcos Robson Cipriano (* 9. Februar 1999 in Catanduva), ist ein brasilianischer Fußballspieler. Der Flügelspieler steht aktuell beim FC Sion unter Vertrag.

## Karriere

### Verein
2015 wechselte Cipriano in die Jugend vom FC São Paulo, nachdem er zuvor bei Desportivo Brasil spielte. Seine Ausstiegsklausel wurde auf 120 Millionen Euro festgelegt. Bei der U-17- Campeonato Paulista wurde er mit 21 Treffern Torschützenkönig und kurz danach in die U-20 São Paulos befördert.
Am 10. Juli 2018 wechselte Marquinhos Cipriano zum ukrainische Premjer-Liha-Verein Schachtar Donezk, wo er einen Fünfjahresvertrag unterzeichnete. Sein Ligadebüt bestritt er am 29. Juli 2018, als er beim 3:0-Heimsieg gegen Arsenal Kiew in der 71. Minute für Fernando eingewechselt wurde.
In der Saison 2021/22 wurde er an den Schweizer Erstligisten FC Sion verliehen. Nach Saisonende kehrte der Spieler nicht zu seinem Stammklub zurück, sondern ging auf Leihbasis in seine Heimat zum Cruzeiro EC. Für den Klub bestritt er noch sieben Spiele, kein Tor, in der Série B 2022 und konnte Anfang November die Meisterschaft feiern. In die Saison 2023 startete Cipriano zunächst mit Cruzerio in die Staatsmeisterschaft von Minas Gerais. Zur Austragung der Série B 2023 wechselte er dann Anfang April 2023 fest Avaí FC. Hier erhielt er einen Kontrakt bis zum Jahresende.
Bereits nach 3 Monaten verließ er Avaí wieder und wechselte zu Omonia Nikosia nach Zypern. In der Saison 2023/24 spielte er 25 Ligaspiele und schloss mit der Mannschaft als Dritter ab. Im August 2024 kehrte er in die Schweiz zum FC Sion zurück.

## Erfolge
Schachtar Donezk
- Ukrainischer Meister: 2018/19, 2019/20

Cruzeiro
- Série B: 2022